# Os Lusíadas (filme)
Os Lusíadas  (1906) é um filme mudo português, provavelmente uma média-metragem. Estreou em Lisboa no Salão Edison-Varona, na Feira do Campo Grande, em Lisboa a 14 de julho de 1906.
Pouco se sabe sobre o filme e atualmente encontra-se desaparecido.